# Laimosemion geayi
Laimosemion geayi es un pez de agua dulce la familia de los rivulines en el orden de los ciprinodontiformes.

## Morfología
De cuerpo alargado y color rojo con manchas azules, los machos pueden alcanzar los 4 cm de longitud máxima.

## Distribución geográfica
Se encuentran en ríos de América del Sur, en cuencas fluviales de la costa atlántica de Guayana Francesa y Brasil, así como en la cuenca del río Amazonas.

## Hábitat
Viven en pequeños cursos de agua entre 24 y 28 °C de temperatura, de comportamiento bentopelágico y no migrador.
Tranquilo y tímido, es una especie típica de los ríos boscosas donde la corriente es lenta y el fondo está cubierto de hojas muertas; tiene diferenciación sexual a la edad de dos meses.
No es un pez estacional. Es difícil de reproducir en el acuario, con huevas de 1,6 mm de diámetro.